# L'île interdite
 (janvier 2022).
La mise en forme du texte ne suit pas les recommandations de Wikipédia : il faut le « wikifier ».
Les points d'amélioration suivants sont les cas les plus fréquents. Le détail des points à revoir est peut-être précisé sur la page de discussion.
- Les titres sont pré-formatés par le logiciel. Ils ne sont ni en capitales, ni en gras.
- Le texte ne doit pas être écrit en capitales (les noms de famille non plus), ni en gras, ni en italique, ni en « petit »…
- Le gras n'est utilisé que pour surligner le titre de l'article dans l'introduction, une seule fois.
- L'italique est rarement utilisé : mots en langue étrangère, titres d'œuvres, noms de bateaux, etc.
- Les citations ne sont pas en italique mais en corps de texte normal. Elles sont entourées par des guillemets français : « et ».
- Les listes à puces sont à éviter, des paragraphes rédigés étant largement préférés. Les tableaux sont à réserver à la présentation de données structurées (résultats, etc.).
- Les appels de note de bas de page (petits chiffres en exposant, introduits par l'outil «  Source ») sont à placer entre la fin de phrase et le point final[comme ça].
- Les liens internes (vers d'autres articles de Wikipédia) sont à choisir avec parcimonie. Créez des liens vers des articles approfondissant le sujet. Les termes génériques sans rapport avec le sujet sont à éviter, ainsi que les répétitions de liens vers un même terme.
- Les liens externes sont à placer uniquement dans une section « Liens externes », à la fin de l'article. Ces liens sont à choisir avec parcimonie suivant les règles définies. Si un lien sert de source à l'article, son insertion dans le texte est à faire par les notes de bas de page.
- La présentation des références doit suivre les conventions bibliographiques. Il est recommandé d'utiliser les modèles {{Ouvrage}}, {{Chapitre}}, {{Article}}, {{Lien web}} et/ou {{Bibliographie}}. Le mode d'édition visuel peut mettre en forme automatiquement les références.
- Insérer une infobox (cadre d'informations à droite) n'est pas obligatoire pour parachever la mise en page.

Pour une aide détaillée, merci de consulter Aide:Wikification.
Si vous pensez que ces points ont été résolus, vous pouvez retirer ce bandeau et améliorer la mise en forme d'un autre article.
L'île interdite, dont le nom original en anglais est Forbidden island, est un jeu coopératif de stratégie développé par Matt Leacock. 
Les joueurs, au nombre de 2 à 6, coopèrent pour parvenir à récupérer 4 trésors laissés sur l'île interdite, tandis que cette dernière sombre peu à peu. Ils doivent pour cela récolter 4 cartes « trésor » de chaque trésor, se rendre sur les tuiles où se situent chacun des trésors et rejoindre la tuile héliport pour s'échapper de l'île. Ce jeu fait intervenir des mécanismes de déplacement, de gestion (dans la mesure où il faut décider quelle tuile sauver ou non) et de collection de cartes. Chaque joueur a également un personnage ayant un pouvoir spécial.

## Mécanismes de jeu
Le jeu repose sur plusieurs mécanismes :
- Le déplacement des joueurs, grâce à des pions, sur le plateau, constitué 24 de tuiles amovibles disposées en losange de rangées de 2, 4, 6, 6, 4, 2 tuiles. Les joueurs ne peuvent généralement se déplacer qu'orthogonalement.
- La collection de cartes Trésor : les joueurs tirent chaque tour deux cartes trésors et peuvent en accumuler dans leur main, qui est visible, que cinq. Ils peuvent aussi donner une ou plusieurs cartes Trésor à un coéquipier à condition d'être sur la même tuile que ce dernier et à l'exception des cartes Actions spéciales. Lorsque 4 cartes trésors identiques sont accumulées par un même joueur, ce dernier peut prétendre vouloir récupérer le trésor concerné. La récupération d'un trésor découle des deux mécanismes précédents :  le joueur se déplace jusqu'à la case concernée. Pour chaque trésor, deux cases sont possibles.
- La disparition du plateau de jeu : le plateau est en constante évolution. Chaque tour, est tiré un nombre de cartes "Inondation" correspondant au niveau indiqué par le marqueur niveau d'eau (qui peut être de 2, 3, 4 ou 5. Les cartes inondations alors tirées indiquent les tuiles concernées. Se présentent alors deux cas de figures :
  - Soit la tuile concernée est face normale et devient donc inondée
  - Soit la tuile concernée est face inondée. Elle est alors retirée du jeu ainsi que sa carte inondation, avec toutes les conséquences sous-jacentes

La Montée des Eaux vient accélérer le processus : les cartes ayant déjà  été défaussées (et donc inondées) sont mélangées entre elles et reposées sur la pile des cartes inondation, ce qui fait que ce sont les prochaines à disparaître, et l'on monte le marqueur niveau d'eau d'un cran, ce qui peut potentiellement augmenter le nombre de cases à inonder ou retirer par tour. Ces cartes sont au nombre de trois dans la pile des cartes Trésor. 
- Chaque joueur a un personnage ayant un pouvoir spécial

## Tour de jeu

### Tour de jeu habituel
Il se compose de trois phases
- Actions du joueur
- Constitution par la pioche de sa main de cartes Trésor
- Inondation des tuiles

#### Actions du joueur
Le joueur peut ensuite effectuer trois actions parmi les actions suivantes (chaque itération d'une de ces actions compte pour une action séparée, il peut donc répéter jusqu'à trois fois la même actif
- Se déplacer orthogonalement d'une case vers le haut, le bas, la droite, la gauche, pourvu que la tuile ne soit pas manquante
- Assécher une tuile inondée, pourvu qu'elle soit adjacente orthogonalement ou qu'il s'agisse de la tuile sur laquelle se situe le joueur
- Donner une carte Trésor (sauf les cartes Actions spéciales) à un autre joueur pourvu qu'à ce moment précis, les deux joueurs se situent sur la même case
- Collecter un trésor, dès lors que le joueur a en sa possession les quatre cartes du trésor en question et se situent sur l'une des deux tuiles (inondée ou non) contenant le trésor en question

#### Reconstitution de la main
Ensuite, le joueur tire deux cartes trésor. Il peut les garder, dans la limite de cinq en tout. S'il en a trop, il peut jeter l'excédent parmi les cartes nouvellement piochées ou déjà en main. C'est à cette phase qu'une carte Montée des Eaux peut être tirée. 

#### Inondations
- Enfin, on tire le nombre de cartes inondations indiquée par la jauge de niveau d'eau et on place les tuiles non inondées face inondée et on retire du jeu et les tuiles déjà inondées et leur carte inondation correspondante.

#### Exceptions
Il existe toutefois des exceptions : 
- Tirer une carte Montée des Eaux interrompt les actions en cours 
  - On monte le marqueur d'un cran sur la jauge de niveau d'eau
  - On mélange les cartes Inondation défaussées et on les place sur le haut de la pile des cartes Inondation non défaussées
  - On tire le nombre de cartes Inondation égal au niveau de jauge et on procède comme normalement
- Si le joueur a en sa possession une Carte Action Spéciale, tirable dans la pile des Cartes Trésor, à n'importe quel moment, il peut les utiliser
  - Les cartes Hélicoptère permettent de rejoindre n'importe quelle tuile de l'île, ou de déplacer un joueur n'importe où (éventuellement un groupe de joueurs rassemblées sur une même case), et, le moment venu, quitter l'île à la fin du jeu
  - Les cartes sacs de sables permettent d'assécher n'importe quelle tuile du jeu inondée

### Victoire
Les joueurs gagnent ensemble s'ils ont réussi à récupérer les quatre trésors, ont rejoint l'héliport avant qu'il ne sombre et ont quitté l'île au moyen d'une carte Hélicoptère.

### Défaite
La défaite est immédiate et irrémédiable dans les cas suivants
- Les deux cases permettant de récupérer un même trésor ont sombré et ont été retirées du jeu
- L'Héliport a sombré
- La jauge de niveau d'eau atteint le niveau 6 au cours d'une Montée des Eaux
- Un joueur se retrouve sur une case qui sombre dépourvue de case adjacente alentours. Sa défaite entraîne celle de son équipe. (à l'exception du plongeur)
- Un joueur a abandonné la partie par ragequit

## Niveaux
Le jeu propose quatre niveaux, le premier étant pédagogique, tel un tutoriel pour les débutants. Le niveau indique le trait de jauge de départ. Il y a deux graduations de trait de jauge par numéro. 
- Novice (2-)
- Normal (2+)
- Elite (3-)
- Légendaire (3+)

## Personnages
Il y a six personnages.
- Explorateur : peut assécher ou se déplacer diagonalement, dans toutes les directions
- Ingénieur : peut assécher deux tuiles adjacentes orthogonalement pour une seule action
- Messager : peut donner une carte trésor à un joueur n'importe où sur l'île
- Pilote : peut se déplacer une fois par tour n'importe où sur l'île
- Plongeur : pour une action, peut se déplacer à travers deux tuiles manquantes ou inondées, orthogonalement

## Prix
- Lauréat au Golden Geek Best Children's Board Game 2010
- Lauréat au Mensa Select 2010
- Lauréat au UK Game Expo Best Family/Children's Game 2011
- Nommé pour Spiel des Jahres 2011